# Acacitli
Acacitli je bio astečki poglavica, predak careva.
Njegova kćer Tezcatlan Miyahuatzin udala se za Acamapichtlia, prvog astečkog cara, te je bila baka cara Huitzilihuitlija.